# Beautiful Things (Benson Boone)
Beautiful Things is een nummer van de Amerikaanse zanger Benson Boone uit 2024, van het album Fireworks & Rollerblades.

## Achtergrondinformatie
Boone schreef het nummer toen hij net een nieuwe liefdesrelatie had. Het nummer behandelt thema's als dankbaarheid, het verlangen naar stabiliteit en angst om dingen te verliezen. "Beautiful Things" kent een rustig begin waarin Boone zingt over moeilijkheden die hij in het verleden heeft meegemaakt. Later ontvouwt het nummer zich krachtig met een markante uithaal en stevigere instrumentatie, terwijl Boone zingt dat het de laatste tijd beter met hem gaat. Hij zegt dat hij dankbaar is voor de kansen die hij gekregen heeft en momenteel gelukkig in het leven staat. Hij realiseert zich echter ook hoe kwetsbaar dat geluk kan zijn, vooral in het tweede couplet, waarin Boone's geloof aan bod komt. Boone probeert in gesprek met God aan te geven dat hij op de juiste weg is in zijn leven, maar het lijkt ook alsof hij in paniek schreeuwt naar God dat hij het niet verdient om de mooie dingen in zijn leven kwijt te raken.
"Beautiful Things" leverde Boone wereldwijd een grote hit op. Het bereikte bijvoorbeeld de 3e positie in de Amerikaanse Billboard Hot 100. In de Nederlandse Top 40 bereikte het de 4e positie, en in de Vlaamse Ultratop 50 stond het 1 week op de 1ste plaats.

## Tracklijst
Muziekdownload
1. "Beautiful Things" - 3:00

## Hitlijsten

### Ultratop 50 Vlaanderen
| Hitnotering: 03-02-2024 - 17-05-2025 | Hitnotering: 03-02-2024 - 17-05-2025 | Hitnotering: 03-02-2024 - 17-05-2025 | Hitnotering: 03-02-2024 - 17-05-2025 | Hitnotering: 03-02-2024 - 17-05-2025 | Hitnotering: 03-02-2024 - 17-05-2025 | Hitnotering: 03-02-2024 - 17-05-2025 | Hitnotering: 03-02-2024 - 17-05-2025 | Hitnotering: 03-02-2024 - 17-05-2025 | Hitnotering: 03-02-2024 - 17-05-2025 | Hitnotering: 03-02-2024 - 17-05-2025 | Hitnotering: 03-02-2024 - 17-05-2025 | Hitnotering: 03-02-2024 - 17-05-2025 | Hitnotering: 03-02-2024 - 17-05-2025 | Hitnotering: 03-02-2024 - 17-05-2025 | Hitnotering: 03-02-2024 - 17-05-2025 | Hitnotering: 03-02-2024 - 17-05-2025 | Hitnotering: 03-02-2024 - 17-05-2025 | Hitnotering: 03-02-2024 - 17-05-2025 |
| Week:                                | 1                                    | 2                                    | 3                                    | 4                                    | 5                                    | 6                                    | 7                                    | 8                                    | 9                                    | 10                                   | 11                                   | 12                                   | 13                                   | 14                                   | 15                                   | 16                                   | 17                                   | 18                                   |
| ------------------------------------ | ------------------------------------ | ------------------------------------ | ------------------------------------ | ------------------------------------ | ------------------------------------ | ------------------------------------ | ------------------------------------ | ------------------------------------ | ------------------------------------ | ------------------------------------ | ------------------------------------ | ------------------------------------ | ------------------------------------ | ------------------------------------ | ------------------------------------ | ------------------------------------ | ------------------------------------ | ------------------------------------ |
| Positie:                             | 37                                   | 17                                   | 12                                   | 2                                    | 4                                    | 5                                    | 4                                    | 3                                    | 3                                    | 3                                    | 3                                    | 4                                    | 1                                    | 2                                    | 2                                    | 4                                    | 3                                    | 4                                    |
| Week:                                | 19                                   | 20                                   | 21                                   | 22                                   | 23                                   | 24                                   | 25                                   | 26                                   | 27                                   | 28                                   | 29                                   | 30                                   | 31                                   | 32                                   | 33                                   | 34                                   | 35                                   | 36                                   |
| Positie:                             | 5                                    | 5                                    | 5                                    | 6                                    | 13                                   | 8                                    | 11                                   | 12                                   | 15                                   | 10                                   | 17                                   | 14                                   | 18                                   | 17                                   | 20                                   | 15                                   | 16                                   | 22                                   |
| Week:                                | 37                                   | 38                                   | 39                                   | 40                                   | 41                                   | 42                                   | 43                                   | 44                                   | 45                                   | 46                                   | 47                                   | 48                                   | 49                                   | 50                                   | 51                                   | 52                                   | 53                                   | 54                                   |
| Positie:                             | 20                                   | 27                                   | 26                                   | 31                                   | 30                                   | 35                                   | 39                                   | 44                                   | 36                                   | 27                                   | 38                                   | 32                                   | 33                                   | 44                                   | 48                                   | 50                                   | 49                                   | 43                                   |
| Week:                                | 55                                   | 56                                   | 57                                   | 58                                   | 59                                   | 60                                   | 61                                   | 62                                   | 63                                   | 64                                   | 65                                   | 66                                   | 67                                   |                                      |                                      |                                      |                                      |                                      |
| Positie:                             | 37                                   | 32                                   | 43                                   | 44                                   | 35                                   | 42                                   | 36                                   | 41                                   | 43                                   | 45                                   | 46                                   | 47                                   | 47                                   | uit                                  |                                      |                                      |                                      |                                      |

### NPO Radio 2 Top 2000
Beautiful Things stond in 2024 voor het eerst in de NPO Radio 2 Top 2000, op plek 1434.